# Ludwig Kremling

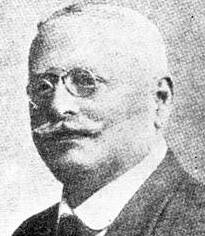
Ludwig Kremling

Ludwig Kremling (* 12. Mai 1861 in Weißkirchen, Banater Militärgrenze im Kaisertum Österreich; † 29. Mai 1930 in Novi Sad, Königreich Jugoslawien) war erster Obmann der Ungarländischen Deutschen Volkspartei sowie der Partei der Deutschen im Königreich der Serben, Kroaten und Slowenen. 

## Leben
Der Sohn einer Handwerkerfamilie besuchte die deutsche Volksschule und das deutsche Realgymnasium in Weißkirchen. 1880 studierte Kremling an der Universität Budapest zunächst Geschichte und Geographie, rückte jedoch 1882 während des herzegowinischen Ausstandes als Reserveoffizier ein. Ab studierte 1883 die Rechte, in denen er auch promovierte. 1893 ließ er sich als Rechtsanwalt in seiner Heimatstadt nieder. Dort wurde er zum Gemeinderat und zum Vizepräsidenten des städtischen Schulstuhls gewählt; zwischenzeitlich war er auch als städtischer Oberfiskal tätig.
Nach der Auflösung der Militärgrenze und ihrer Einverleibung in das Königreich Ungarn opponierte Kremling gegen die nun folgende Magyarisierung und setzte sich für das Recht auf deutsche, serbische und rumänische Sprachen in Schule und Verwaltung ein. 1899 war er beteiligt an der Gründung und Erhaltung des Deutschen Tagblattes für Ungarn und des Deutsch-Ungarischen Volksfreundes. 1902 gründete er mit serbischen und rumänischen Vertretern die „Vereinigte Nationalitätenpartei“ mit freiheitlich-demokratischem Programm. Als Kandidat für Zichydorf verlor er die Wahl zum Ungarischen Parlament 1905 nur knapp.
Am 30. Dezember 1906 rief Ludwig Kremling in Werschetz die „Ungarländische Deutsche Volkspartei“ ins Leben, deren Obmann er bis zu ihrer Auflösung 1929 blieb. In Jugoslawien übte er das Amt des Obmannes der 1922 gegründeten Partei der Deutschen aus.